# Lessdress
Lessdress (początkowo Ferrum) – polski rockowy zespół muzyczny, specjalizujący się w muzyce glam metalowej, aktywny w latach 1984–1995, 1997 i od 2007. Lessdress został założony w Warszawie przez Pawła Nowakowskiego, wychowanego w Londynie i Nowym Jorku byłego wokalisty amerykańskiego zespołu Steel Knickers, z którym nagrał demo z 3 utworami w 1984 roku. Jeden z utworów Steel Knickers znalazł się na składance Mutopia wytwórni DSI Records.

## Historia
Do 1989 roku zespół działał jako Ferrum i występował m.in. na festiwalu w Jarocinie w 1986 roku i pierwszym festiwalu Metalmania w tym samym roku. W pierwszym składzie naleźli się: Paweł Nowakowski (wokal i gitara), Krzysztof Faliński (gitara), Sławomir Onacik (gitara basowa), Arkadiusz Nosarzewski (perkusja), Radosław Marcinkowski (instrumenty klawiszowe). W 1990 roku zespół nagrał debiutancki album Dumblondes, który ze względu na problemy finansowe i prawne pierwotnego wydawcy Polskich Nagrań, ukazał się dopiero po trzech latach nakładem firmy Eska, stylizowany na muzyce wykonywanej przez Def Leppard, Van Halen i Mötley Crüe. Drugi album Love Industry został nagrany w 1991 roku, a wydany w 1994 przez firmę Schubert Music. Obie płyty spotkały się z dobrym przyjęciem przez krytyków. W 1995 roku zespół się rozpadł.
W 1997 roku Lessdress reaktywował się, lecz śmierć basisty Sławomira Onacika zadecydowała o zawieszeniu zespołu w 1999 roku. Grupa ponownie się reaktywowała (w składzie: Paweł Nowakowski, Krzysztof Faliński, Marcin Kurbiel i Arkadiusz Nosarzewski), wydając w tym samym roku album Sugarfree, odbiegający od stylistyki z początku działalności zespołu.
W 2014 roku Lessdress wydal album Fools Die Young, bardziej nawiązujący do stylu i tematyki wcześniejszych albumów.

## Dyskografia
- 1993[7] – Dumblondes (kaseta)[8]
- 1994[7] – Love Industry
- 2007 – Sugarfree
- 2008 – Dumblondes (CD-2008 Australia – Sun City Records)
- 2014 – Fools Die Young (dystrybucja: Fonografika[10])

## Muzycy
obecni
- Paweł Nowakowski – śpiew, gitara
- Marcin Kurbiel – gitara basowa
- Arkadiusz Nosarzewski – perkusja
- Krzysztof Faliński – gitara

byli
- Andrzej Kalestyński - perkusja
- Sławomir Onacik (zmarły) – gitara basowa
- Radosław Marcinkowski – instrumenty klawiszowe